# بن دیویس (بازیکن فوتبال، زاده ۱۸۸۸)
بن دیویس (انگلیسی: Ben Davies; ۹ ژوئن ۱۸۸۸ – ۱۹۷۰ (۸۱−۸۲ سال)) بازیکن فوتبال بود.
از باشگاه‌هایی که در آن بازی کرده‌است می‌توان به باشگاه فوتبال کاردیف سیتی اشاره کرد.